# Trinity Industries
Trinity Industries Inc., cu sediul central în orașul Dallas din Texas, SUA, este unul din cele mai mari conglomerate industriale din Statele Unite, cu obiect principal de activitate în domeniului transporturilor și construcțiilor, cu venituri de 2,9 miliarde de dolari în 2005.
Trinity Industries este cel mai mare producător de material rulant din Statele Unite.
În România a deținut fabrica de vagoane Meva Drobeta Turnu Severin, cumpărată în anul 1999.
În anul 2002 și-a vândut operațiunile din Europa firmei International Railway Systems.